# Баисов, Наурза
Наурза́ Баи́сов (каз. Наурыз Байысов; 1893 год — 1953 год) — старший табунщик мясного совхоза «Красный партизан» Министерства совхозов СССР, Зеленовский район Западно-Казахстанской области, Казахская ССР. Герой Социалистического Труда (1949).
С 1931 года работал пастухом в колхозе «Красный партизан» (позднее — совхоз) Зеленовского района. В 1946 году назначен старшим табунщиком в этом же колхозе.
В сложных зимних условиях 1948 года сохранил поголовье колхозного табуна и достиг высоких показателей при выращивании молодняка. За эти выдающиеся трудовые достижения в коневодстве удостоен в 1949 году звания Героя Социалистического Труда.
Скончался в 1953 году.
Награды
- Герой Социалистического Труда — указом Президиума Верховного Совета СССР 3 декабря 1949 года
- Орден Ленина